# Estadio Nueva Chicago
El Estadio Nueva Chicago es un recinto deportivo propiedad del club homónimo, ubicado en la ciudad de Buenos Aires, Argentina. Se sitúa en la intersección de la avenida Coronel Cárdenas y la calle Justo Antonio Suárez, colindante con las calles Carhue e Yrupe, en el barrio de Mataderos.
Se comenzó a construir en el año 1940, siendo inaugurado unos meses más tarde, el 27 de octubre de ese mismo año. No tiene un nombre oficial. Erróneamente, en ocasiones se lo conoce como República de Mataderos por el nombre de una de sus tribunas.

## Historia

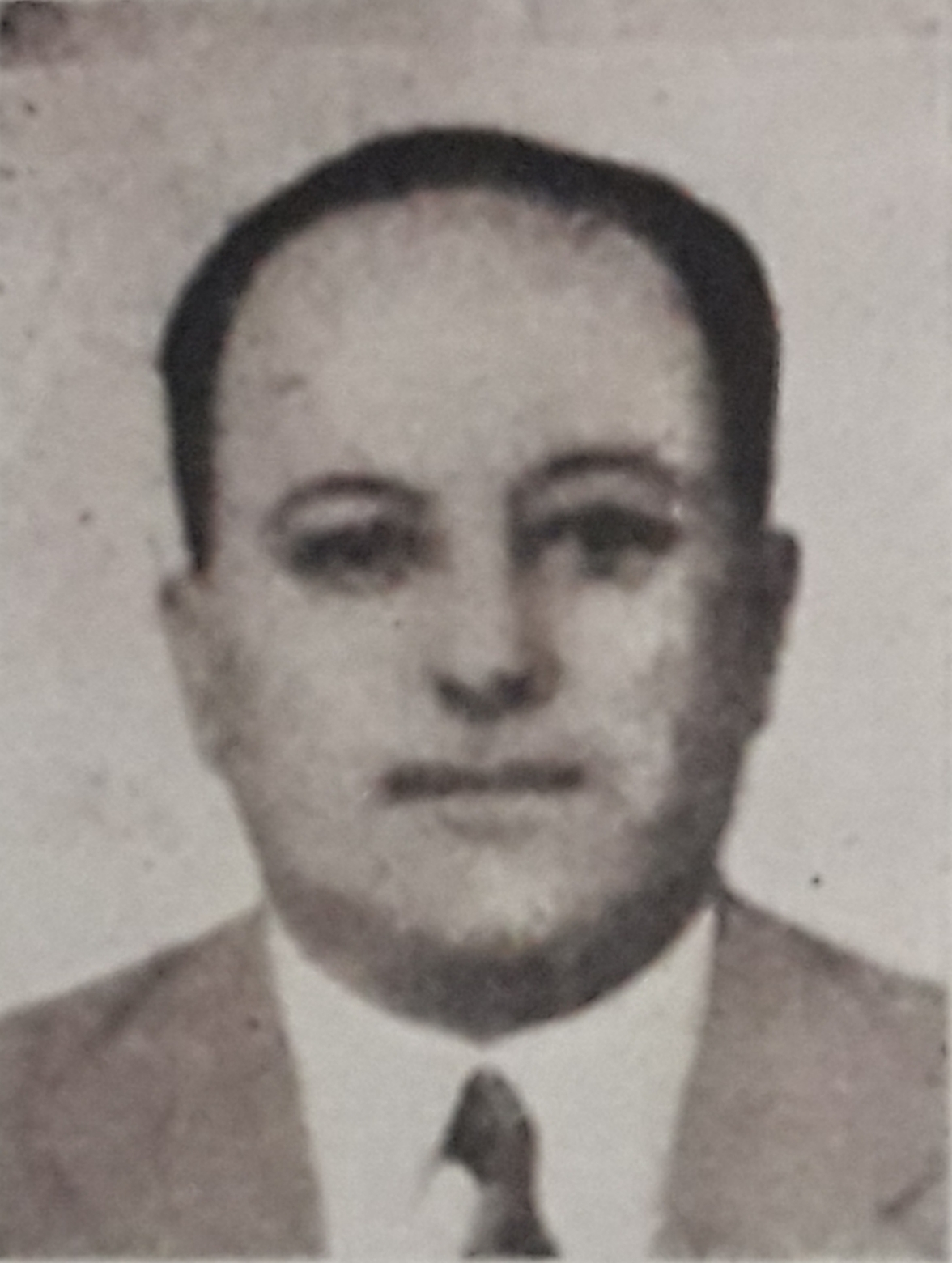
Guillermo López, dirigente clave para la existencia del estadio Nueva Chicago.

Está situado en la calle Justo Suárez 6900, en el barrio de Mataderos de la ciudad de Buenos Aires, Argentina. Se encuentra tan solo a algunas cuadras de la famosa Feria de Mataderos y el Mercado de Hacienda. Limita con el barrio Manuel Dorrego (también denominado «Los Perales») y la calle Carhué. Posee accesos importantes a menos de cuatro cuadras como la avenida General Paz, la avenida de los Corrales y la avenida Eva Perón (ex avenida del Trabajo).
En 1939, mediante gestiones realizadas en la municipalidad se consigue la cesión de los terrenos donde se levantaría el campo de juego. Estos habían sido utilizados durante muchos años como basurero municipal con quema a cielo abierto, por lo que el panorama era no menos que desolador. Un grupo de socios y vecinos comenzó entonces la dura tarea de rellenar y emparejar el campo invirtiendo mucho tiempo y dinero.
Gracias a la gestión de Guillermo López, presidente del club, los vecinos y el aval de la Municipalidad, el campo de juego actual se inauguró el 27 de octubre de 1940 disputándose un encuentro entre Nueva Chicago y el Sportivo Buenos Aires, correspondiente al campeonato oficial de tercera categoría de la Asociación del Fútbol Argentino. El resultado final favoreció a Nueva Chicago por dos tantos a cero con goles de Lomiento y Garmendia y el árbitro fue Luis Montalviti.
Bajo la presidencia de Guillermo López, además de conseguir los terrenos, estrenar el field el mismo día que el campeonato de 1940 e inaugurarlo un año después con la presencia autoridades afistas (como Tomás Adolfo Ducó), también se aumentó la capacidad del estadio de 9.500 a 15 000 espectadores con la creación de una tribuna de cemento en 1942. A su vez se construyeron varias boleterías de material sobre el cerco perimetral.
Al año siguiente se inauguró la tribuna de madera con estructura de hierro en la cabecera que da al barrio de «Los Perales» con capacidad para 3.000 espectadores. En 1944 se inauguró una pista de midget que rodeaba el terreno de juego.
En 1949 se inauguró la otra cabecera, con capacidad para 1.000 espectadores. En 1955 se inauguró una platea de madera con capacidad para 500 espectadores. En diciembre de 1956 se disputó el primer partido nocturno contra San Lorenzo de Almagro inaugurándose la iluminación del estadio; la iluminación contaba con cuatro torres de hierro y 60 bocas de luz para lámparas de 1.500 vatios cada una.
El 9 de julio de 1957 se inauguró el salón de juegos y el bufé, dándole una gran comodidad a los socios de la institución. En el año 1958 se inauguró la tribuna de cemento que hoy se llama «Chicago 2000», con capacidad para albergar más de 6.000 espectadores. El mismo año se inauguraron las plateas de cemento con capacidad para 2.000 espectadores.
En 1961 se llevaron a cabo obras para la mejora del club, dotando al estadio de baños, sala de primeros auxilios, túnel de acceso al terreno de juego, una nueva utillería, almacén, intendencia, y remodelación y mejora de las infraestructuras existentes. En 1962 se inauguraron cuatro pistas de tenis y un quincho.

### Piedrabuena y Campana (1912 - 1937)
Su primera cancha oficial fue la de Piedrabuena y Campana desde fines del año 1912. Debido a las dificultades para trasladarse de los equipos rivales, se consiguieron estos terrenos ubicados sobre Campana (hoy avenida Eva Perón) entre Piedrabuena y San Fernando (luego avenida Tellier y actualmente Lisandro de la Torre), cerca de la estación Bulevar Circunvalación (luego denominada estación Villa Madero) del Ferrocarril General Belgrano, en el ramal que conectaba terminales Buenos Aires y González Catán e ingresaba por el Mercado de Liniers (en la actualidad estas vías fueron totalmente levantadas).

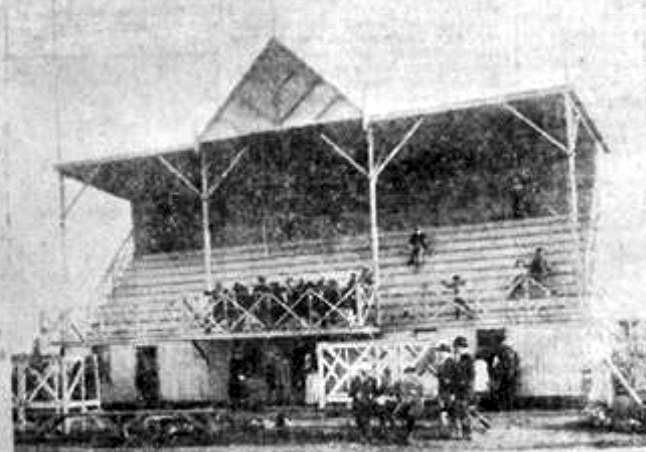
Tribuna oficial del field en 1925.

Las dimensiones del campo de juego eran de 105 metros de largo por 77 metros de ancho. Piedrabuena y Campana tenía una tribuna oficial totalmente techada que era utilizada por los espectadores locales y también contaba con pequeñas gradas alrededor de la cancha, alguna de las cuales servían para recibir al público visitante. El campo de juego estaba rodeado por una alambrada olímpica y exteriormente estaba cubierto por chapas de zinc. Las instalaciones internas contaban con dos cuartos de vestir (lo que popularmente se conoce como vestuarios) y también tenía dos baños. La clase de agua utilizada era la semisurgente.
En 1937 el Gobierno Municipal bajo la intendencia de Mariano de Vedia y Mitre le solicitó al club los terrenos para la construcción de un hospital donde supo funcionar el centro de salud de Mataderos. Tras la inhabilitación municipal en junio, Nueva Chicago anunció que disputaría sus encuentros como local en cancha de Huracán de San Justo que militaba una categoría inferior. En 1938 se iniciaron las obras de lo que, con el tiempo, se transformaría en un edificio semiabandonado conocido popularmente como «Elefante Blanco».

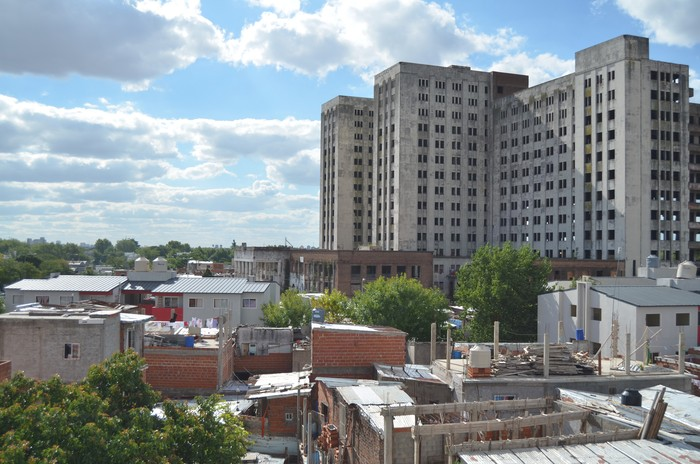
El «Elefante Blanco» fue demolido en 2018

### Campos de juego utilizados en Mataderos
Nueva Chicago utilizó otras canchas ubicadas en Mataderos pero que no eran propiedad del club. Estas fueron:
- Tellier, Tandil, Chascomús y Jachal (hoy Timoteo Gordillo): En 1911, los dirigentes, por intermedio de algunos vecinos y autoridades del Mercado de Hacienda, consiguieron unos terrenos desocupados sobre las calles Tellier, Tandil, Chascomús y Jachal (hoy Timoteo Gordillo). La donación se debió a Don Alejandro Mohr, alto funcionario del Mercado de Hacienda, quien entre otras cosas había formado la Mutual para el personal del Mercado. Luego de un arduo trabajo, donde colaboró todo el vecindario, se emparejó la tierra y se abrieron unos surcos para desviar un pequeño arroyo que cruzaba el campo.[3][9]
- Av. Tellier y Francisco Bilbao (actualmente Av. Lisandro De La Torre y Justo Suárez): Debido a la crecida del arroyo que cruzaba por debajo de la cancha, se debió buscar un nuevo campo, nuevamente la figura del señor Alejandro Mohr tuvo un papel fundamental, al ceder los terrenos que se ubicaban en Av. Tellier y Francisco Bilbao (actualmente Av. Lisandro De La Torre y Justo Suárez) donde nuevamente el esfuerzo de todo el barrio hizo de ese baldío una cancha. Esta cancha se utilizó finalmente entre 1912 y 1920.[3]

## Eventos

### Campeonatos de midgets

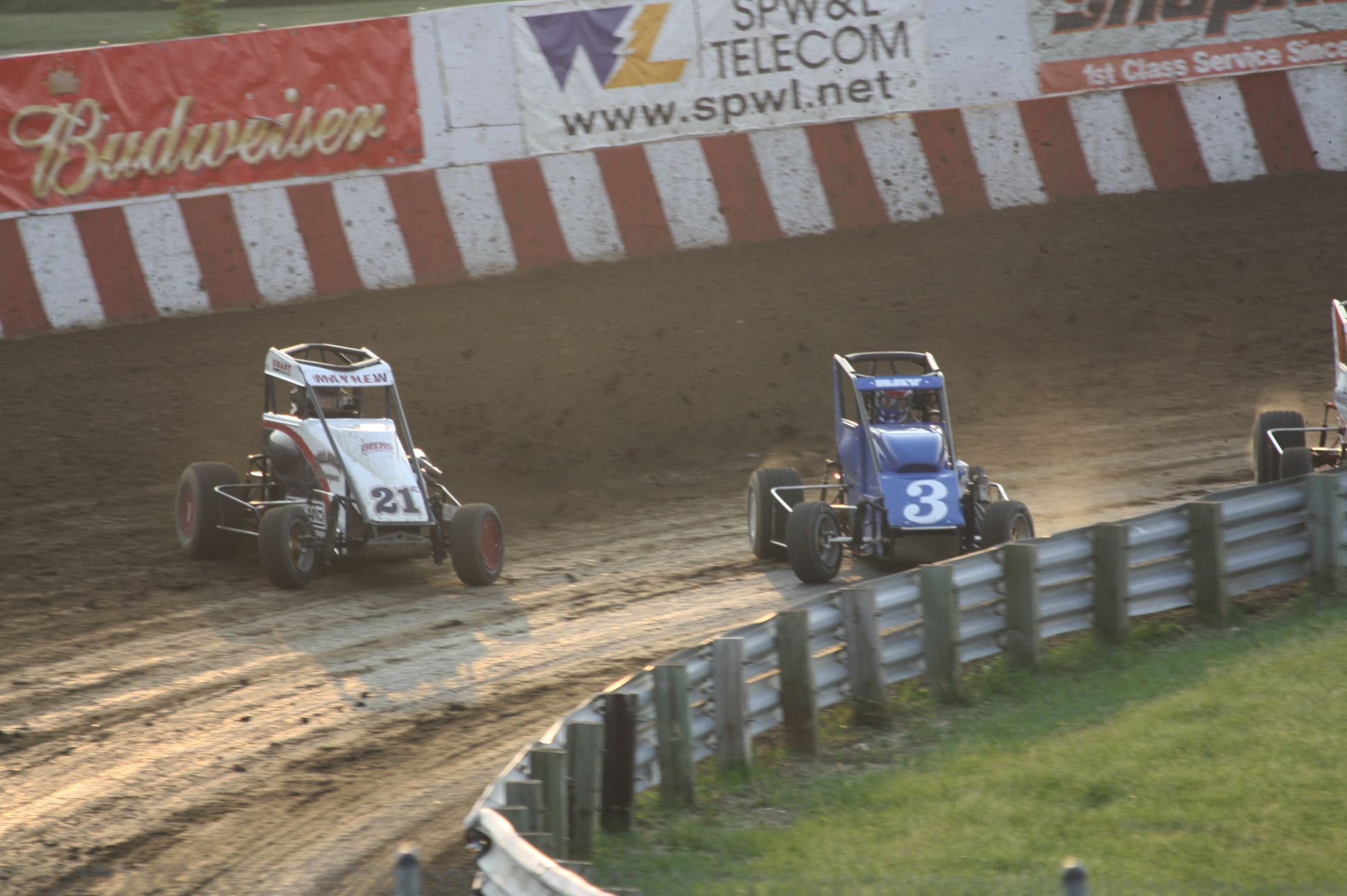
Carrera de midgets en el Angell Park Speedway de Wisconsin, Estados Unidos.

Entre 1975 y los años 1990 se disputaron aproximadamente 20 campeonatos metropolitanos de midgets en el estadio. Esta competencia es de origen estadounidense, cuyo nombre se debe a la característica de los autos de pequeño tamaño (entre 2.60 y 3 metros de largo), destacada por la ausencia de frenos y de caja de velocidades. Los motores usados generalmente eran Audi (los que equipararon a los Gacel, Gol, Escort, Fiat Duna y VW 1500) y la cilindrada para estos motores es de 1.650 centímetros cúbicos.
En 1975 se disputó el primer campeonato de la Asociación Argentina Pilotos Midgets, en Nueva Chicago, estadio que albergó el evento durante más de 15 años. Nueva Chicago tuvo un representante en esta competencia, Walter Fazzaro, hincha reconocido del club que debutó con 19 años en la temporada 2000/01, siempre representado por los colores de la institución y portando un toro en el escudo de su unidad.
Otra personalidad destacada en esta sección es Marisa Panagópulo, quien fue la primera campeona de la Copa de Damas y la Copa Femenina, categorías pioneras del automovilismo femenino en pista, y adonde llegó tras sus inicios en las carreras de Mini Prototipos Karts que era el complemento de las fechas nocturnas del Midget en el estadio de Nueva Chicago.
La competencia de midgets generaron un beneficioso convenio económico pero con grandes perjuicios en el fútbol, que en principio sería de tres meses pero se prolongó por casi dos años ante el éxito obtenido en cada velada de la AAPM. Nueva Chicago fue local por 18 meses en diferentes estadios: Estudiantes (8), Almagro (8), Huracán (3), Almirante Brown (2), Vélez Sarsfield, San Lorenzo de Almagro, Argentinos Juniors y Deportivo Morón.

### Recitales
El 17 de diciembre de 1995 La Renga se presentó junto con Los Auténticos Decadentes luego de lanzar su primer disco en vivo Bailando en una Pata.

### Actos políticos
El 6 de octubre de 2021 el Presidente de la Nación Argentina, Alberto Fernández, brindó un acto en el estadio de cara a la campaña de las elecciones Primarias Abiertas Simultáneas y Obligatorias (PASO).

## Capacidad
La tribuna visitante se denomina Mercado de Hacienda y tiene capacidad para unas 9.000 personas, la República de Mataderos puede albergar unas 9.000 más, la cabecera (denominada Callero y Persi) que da al barrio de «Los Perales» es para unos 1.700 espectadores sentados (5.000 de pie), la platea local tiene 1.600 localidades y la extribuna denominada «Chicago 2000» donde solían entrar 6.000 personas ahora cuenta con 920 asientos y desde 2006 únicamente sirve para alojar las delegaciones visitantes en partidos oficiales. En el perímetro del predio, también se encuentra un gimnasio donde se practican diferentes actividades extrafutbolísticas. El estadio cuenta con una capacidad total aproximada de 29 420 espectadores personas pero está habilitado para recibir menos de 20 000 personas.[cita requerida] La dimensión del terreno del campo de juego es de 105 x 70 metros.

### Últimas ampliaciones
El 15 de mayo de 1993 se inauguró la tribuna lateral con capacidad para 9.000 espectadores, apodada República de Mataderos, fue en un clásico contra Almirante Brown. El Torito ganó por 2-1, y se armó una batalla en el campo de juego entre los jugadores de ambos equipos.
En abril de 1997 se inauguró la cabecera Aurelio Ruiz - Juan Callero y Persi que da espaldas al barrio Los Perales, reemplazando la vieja tribuna de madera por una de cemento con capacidad para 1.700 espectadores sentados (5.000 de pie). En agosto de 2001 se inauguró la ampliación de la platea local con una capacidad para 1.700 espectadores.
En el año 2004 se edificó la tribuna Mercado de Hacienda con aforo para 9.000 personas. Durante la construcción de la grada, se produjo la demolición de cinco aulas, la cocina y la sala de profesores del Centro de Formación Profesional N.º 4 que se encuentra en Carhue 2970, en un espacio cedido por el club al Gobierno de la ciudad de Buenos Aires. Las autoridades de la institución se comprometieron a cederle parte del polideportivo del club para el funcionamiento del centro educativo.

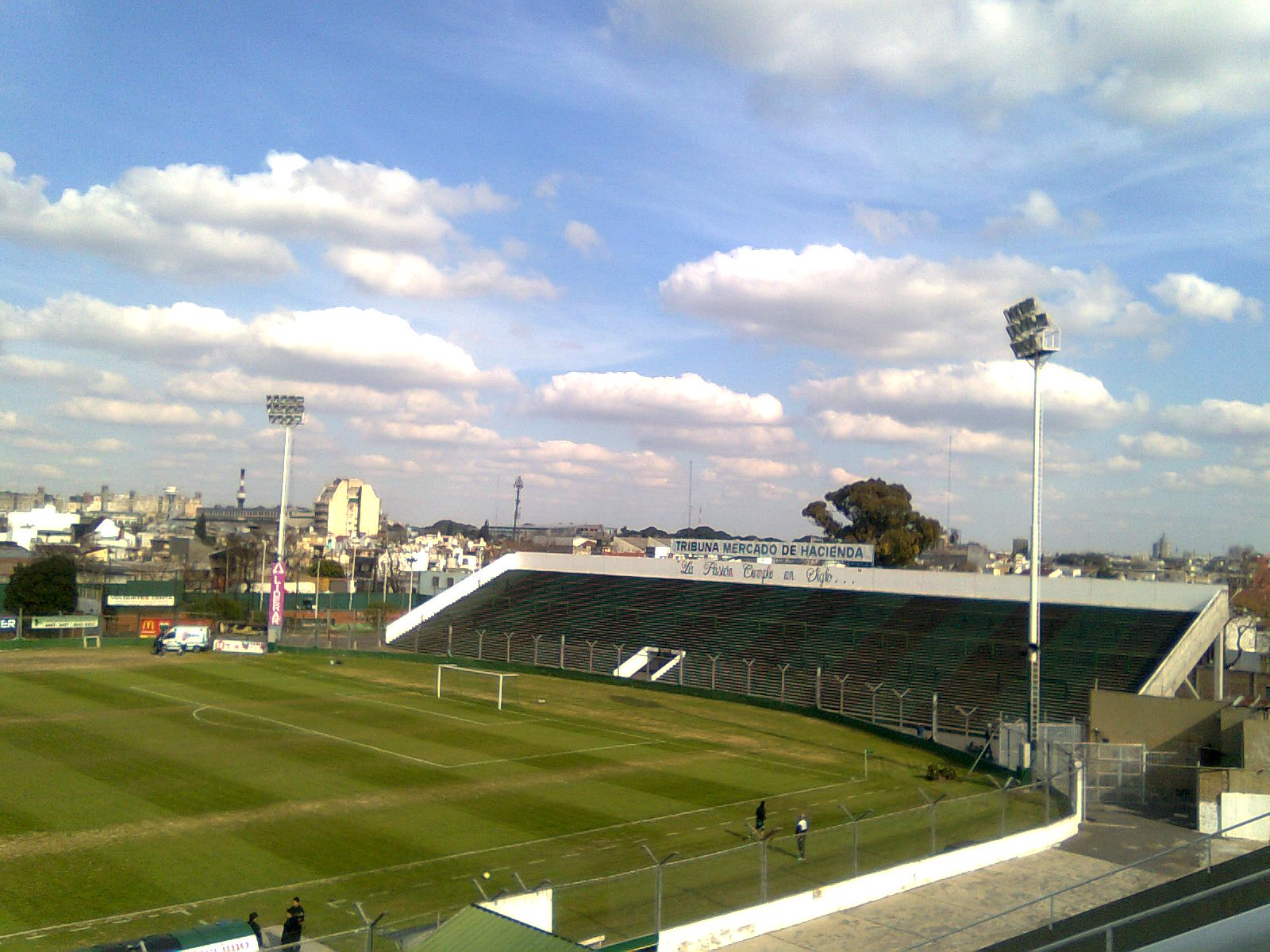
Tribuna "Mercado de Hacienda" (cabecera visitante).

- Platea local: 1.600 espectadores sentados.
- Lateral «República de Mataderos»: Posee 41 escalones por 90 metros de largo, su capacidad es de 9.000 personas.
- Cabecera «Mercado de Hacienda»: Posee 42 escalones por 80 metros de largo, su capacidad es de 9.000 personas.
- Cabecera ex popular «Callero y Persi»: 1728 espectadores sentados. Posee 27 escalones por 80 metros de largo, como popular su capacidad es de 5.000 personas. Habitualmente esta tribuna no se utiliza.
- Platea visitante, ex tribuna «Chicago 2000»: 920 espectadores sentados. Desde 2006 se utiliza únicamente para alojar las delegaciones visitantes en partidos oficiales. Posee 50 escalones con un promedio de 39 metros de largo (en la parte superior es más ancha que en la parte inferior), como popular su capacidad es de 4.820 personas.

## Galería de imágenes

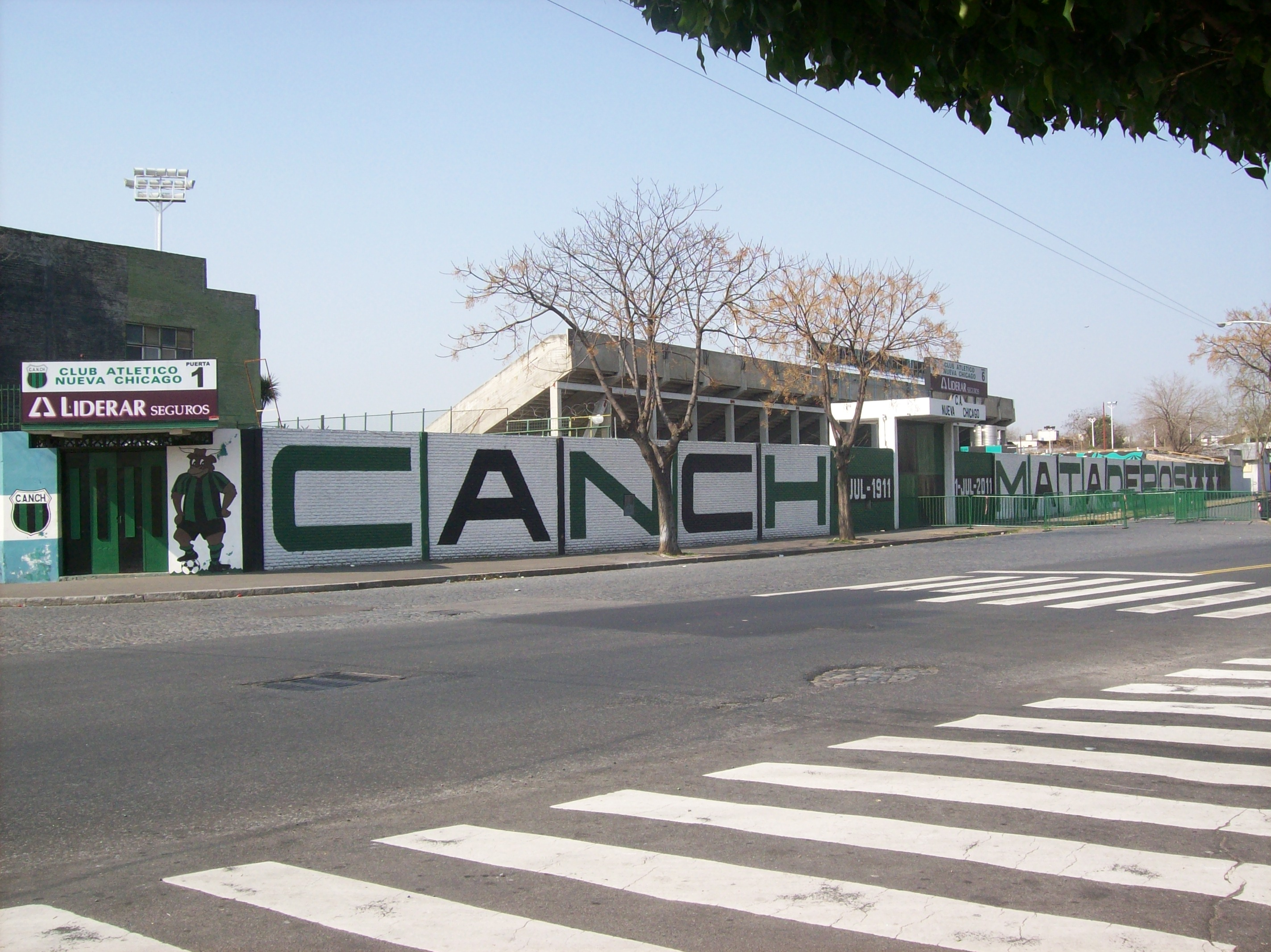
Entrada al estadio por la esquina de la calle Justo Suárez y la avenida Cárdenas.
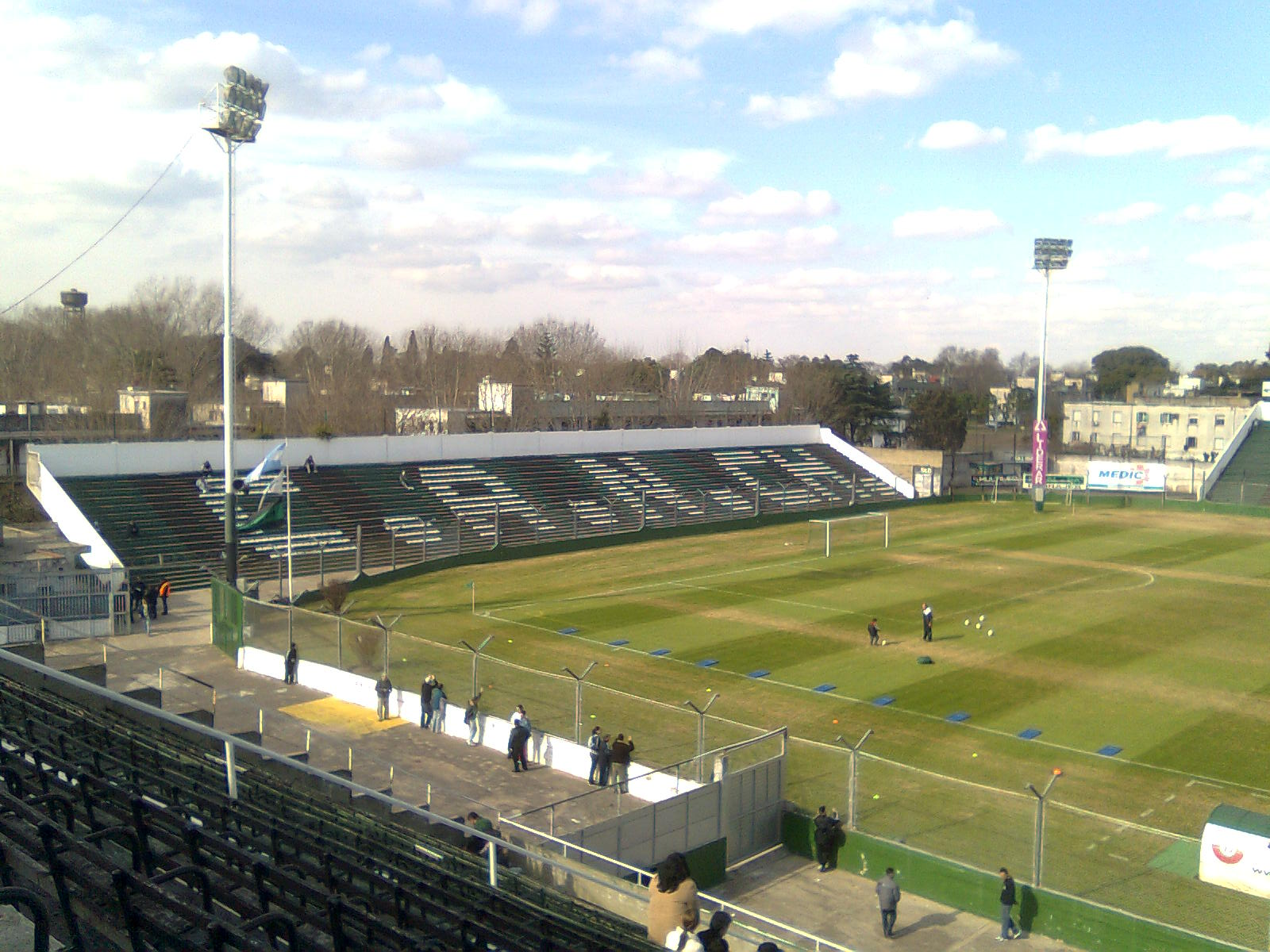
Cabecera que da espaldas al Barrio Los Perales.
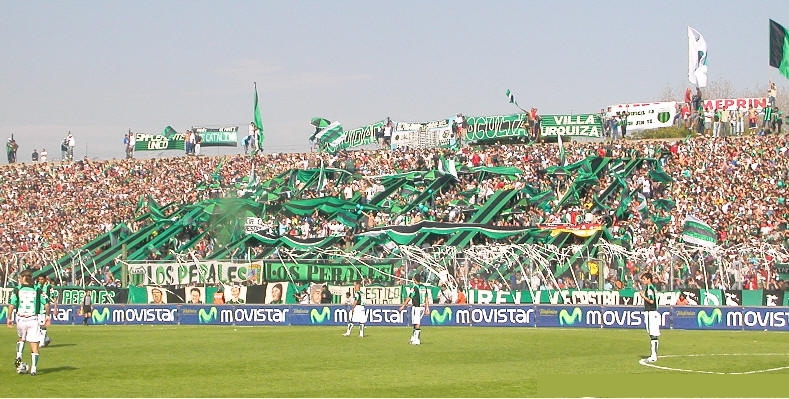
Hinchada de Nueva Chicago durante un partido de Primera División.
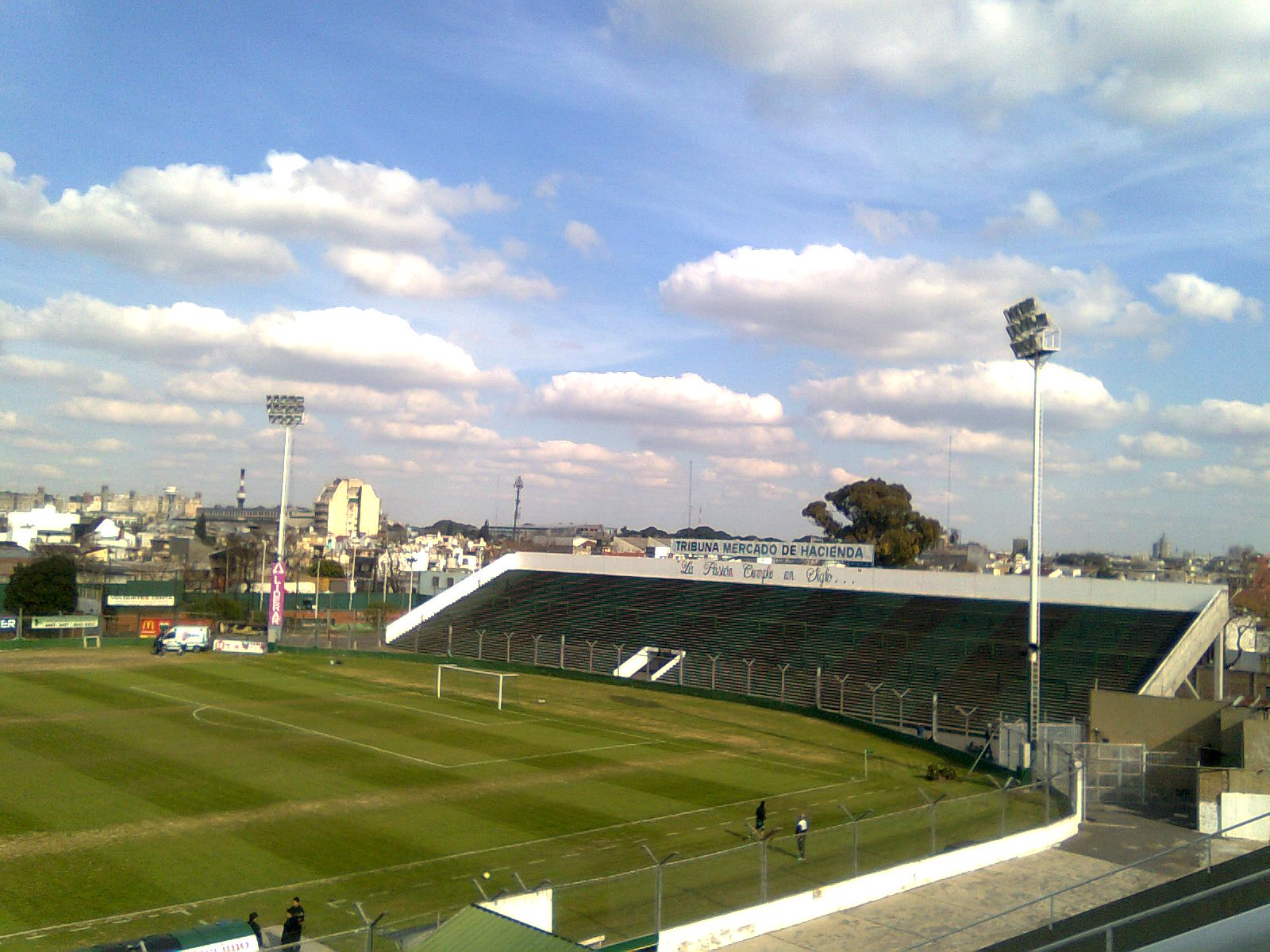
Tribuna cabecera «Mercado de Hacienda».

## Localización y vías de acceso
- Ubicación: Justo A. Suárez 6900. Ciudad de Buenos Aires.
- Colectivos: 63 80 92 97 103 126 145 180

El estadio se ubica a tan solo algunas cuadras de la famosa Feria de Mataderos y el Mercado de Hacienda de Liniers. Limita con el barrio Los Perales, la calle Justo A. Suárez y la Av. Coronel Cárdenas. Es muy accesible tanto para la parcialidad local como para la visitante, con accesos importantes a menos de cuatro cuadras como la Av. General Paz, la Av. de los Corrales y la Av. Eva Perón. En el mismo se encuentra una cancha de multiusos, un gimnasio de artes marciales y un mini-estadio.